# أولاد صالح (سيدي يحيى بني زروال)
أولاد صالح هي إحدى مشيخات المملكة المغربية، تتبع جغرافيا لإقليم تاونات وإداريًا لسيدي يحيى بني زروال. يقدر عدد سكانها بـ 11041 نسمة حسب الإحصاء الرسمي للسكان والسكنى لسنة 2004.